# پارک ملی تاگوس
پارک ملی تاگوس (به پرتغالی: Parque Natural do Tejo Internacional) یک منطقهٔ مسکونی در پرتغال است که در منطقه کاستلو برانکو واقع شده‌است.